# Turksad
Turksad (en rus: Турксад) és un poble del krai de Stàvropol, a Rússia, que en el cens del 2010 tenia 2.112 habitants. Pertany al districte rural de Levokúmskoie.